# Pierre-Emerick Aubameyang
Pierre-Emerick Emiliano François Aubameyang (Laval, 18 juni 1989) is een Gabonees-Frans voetballer die doorgaans speelt als aanvaller. Aubameyang maakte in 2009 zijn debuut in het nationale team van Gabon.

## Clubcarrière

### Vroegere carrière
Aubameyang werd in januari 2007 opgenomen in de jeugdacademie van AC Milan. Hij werd door de Rossoneri driemaal uitgeleend aan een club uit de Ligue 1: eerst aan Dijon, daarna aan Lille en vervolgens aan AS Monaco. Bij Dijon kwam hij het meest in actie: in het seizoen 2008/09 werd hij 39 maal opgesteld in de Ligue 2 en de Coupe de la Ligue. Bij Monaco speelde Aubameyang in het seizoen 2010/11 negentien competitiewedstrijden. In januari 2011 werd hij uitgeleend aan AS Saint-Étienne. In juli 2011 werd zijn huurcontract verlengd met zes maanden en in december 2011 nam AS Saint-Étienne hem definitief over voor een bedrag van ruim anderhalf miljoen euro. Bij zijn nieuwe club maakte Aubameyang op 22 februari 2012 tegen Lorient een hattrick. In het seizoen 2011/2012 maakte hij uiteindelijk in de Ligue 1 zestien doelpunten. Tijdens het seizoen 2012/2013 maakte hij negentien doelpunten en speelde hij 37 van de 38 competitiewedstrijden. Alleen Zlatan Ibrahimović (Paris Saint-Germain) maakte die jaargang meer doelpunten (dertig).

### Borussia Dortmund

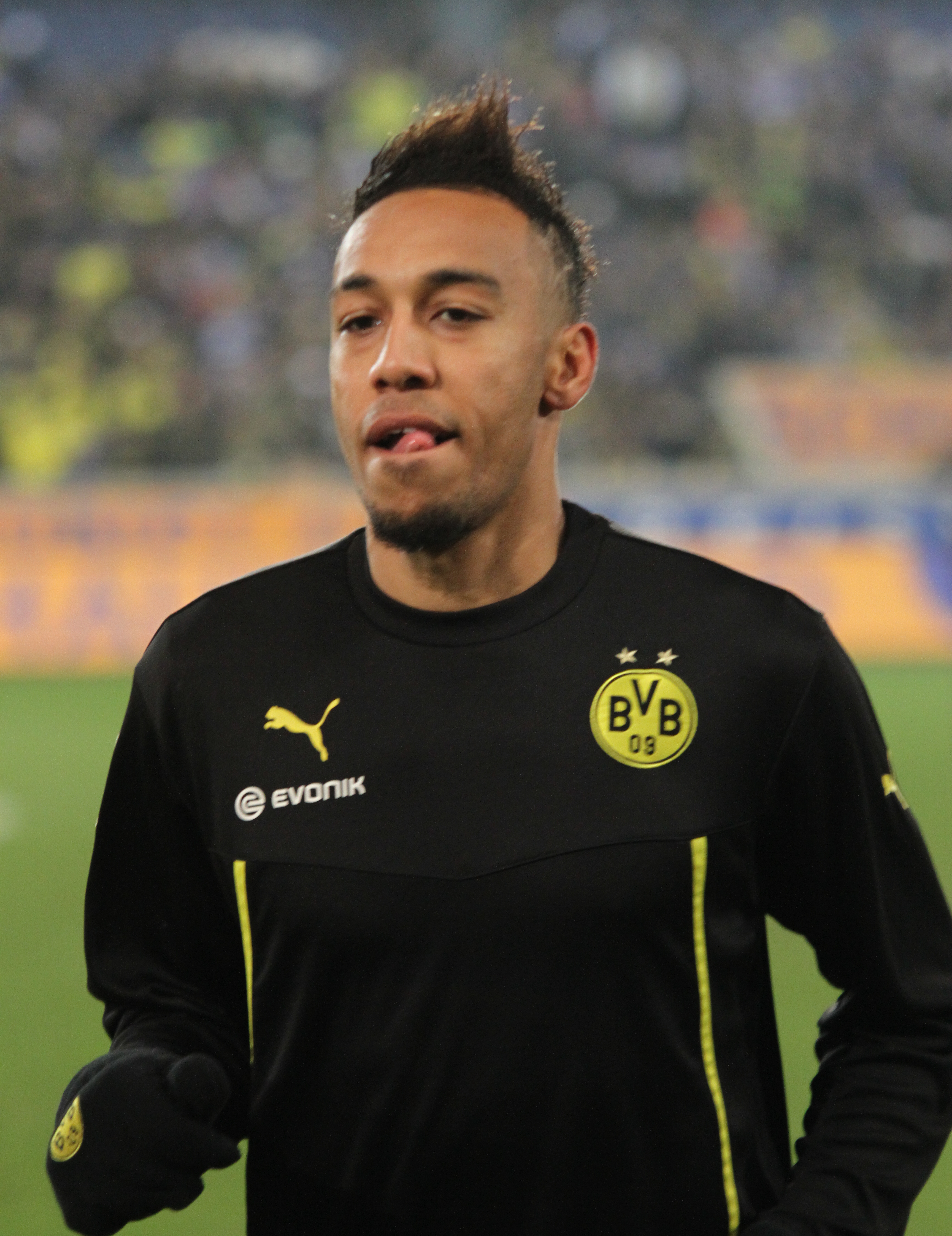
Aubameyang in 2014

Op 4 juli 2013 zette Pierre-Emerick Aubameyang zijn handtekening onder een vijfjarig contract bij Borussia Dortmund, dat een bedrag van ruim elf miljoen euro betaalde. In het seizoen 2013/14 maakte hij zijn debuut voor Dortmund in de competitiewedstrijd tegen FC Augsburg (0–4 winst). Hij maakte drie doelpunten, op aangeven van Marcel Schmelzer, Marco Reus en Robert Lewandowski. Aubameyang was de eerste Gabonees die actief was in de Duitse competitie. Met Dortmund bereikte hij in zijn eerste seizoen in Duitsland de finale van het Duitse bekertoernooi en de tweede plaats in de competitie. In het seizoen 2014/15 stond Dortmund in de eerste weken na de winterstop op de achttiende en laatste plaats. Aubameyang hielp de club die positie te verlaten door op 7 februari 2014 twee doelpunten te maken tegen SC Freiburg (0–3 winst). Aubameyang verlengde in juli 2015 zijn contract bij Dortmund met twee jaar tot juni 2020, ondanks vermeende interesse van clubs als Arsenal en Tottenham Hotspur. Aubameyang was in de eerste acht competitiewedstrijden van het seizoen 2015/16 telkens ten minste eenmaal trefzeker (tien doelpunten in totaal), een record in het Duits voetbal. De Pool Robert Lewandowski (Bayern München) miste een van de eerste acht competitieduels, maar was vaker trefzeker dan Aubameyang (twaalfmaal in totaal). Op 22 oktober 2015 maakte Aubameyang een hattrick in de Europa League-groepswedstrijd tegen het Azerbeidzjaanse Qäbälä. Drie dagen later maakte Aubameyang wederom een hattrick, nu in de Bundesliga-wedstrijd tegen FC Augsburg (5–1 overwinning). Daarmee kwam hij op een totaal van dertien doelpunten in tien wedstrijden.
Aubameyang werd aan het einde van het seizoen 2016/17 voor de eerste keer in zijn loopbaan gekroond tot topscorer in de Bundesliga. Hij scoorde op 20 mei 2017 in de afsluitende thuiswedstrijd tegen Werder Bremen (4-3) twee keer. Daarmee eindigde hij op een totaal van 31 competitietreffers in 32 duels. Dat was een persoonlijk record. Nummer twee Robert Lewandowski eindigde op 30 doelpunten. Het was de eerste keer in 43 jaar dat er twee spelers in één seizoen op dertig of meer goals uitkwamen in de hoogste Duitse voetbaldivisie Aubameyang maakte op 27 mei 2017 ook het winnende doelpunt tijdens een 1–2 overwinning op Eintracht Frankfurt in de finale van het toernooi om de DFB-Pokal 2016/17. Daarmee bezorgde hij zijn ploeg de beker en kwam het seizoenstotaal aan treffers in competitie-, beker- en Europees verband samen op veertig, ook een persoonlijk record.

### Arsenal
Aubameyang verruilde Dortmund in januari 2018 voor Arsenal, de nummer zes van de Premier League op dat moment. Dat betaalde 63 miljoen euro voor hem, een clubrecord. Na tien doelpunten in dertien speelronden in zijn eerste halfjaar, maakte hij in het seizoen 2018/19 22 competitiedoelpunten. Daarmee werd hij gedeeld topscorer van de Premier League (samen met Sadio Mané en Mohamed Salah). Aubameyang eindigde de competitie van 2019/20 opnieuw met 22 goals. Daarmee werd hij deze keer tweede op de topscorerslijst, achter Jamie Vardy. Zijn doelpunten ten spijt, werd Arsenal dat jaar achtste, de slechtste eindklassering sinds 1994/95. Hij won dat jaar wel de FA Cup met de Engelse club. Aubameyang maakte daarbij in zowel de halve finale (2–0 tegen Manchester City) als in de finale (2–1 tegen Chelsea) beide doelpunten voor Arsenal. Hij schoot zijn team in augustus 2020 vervolgens ook naar winst in de wedstrijd om het Community Shield, tegen Liverpool. Eerst door Arsenal op 1–0 te zetten en uiteindelijk door de laatste strafschop in de beslissende penaltyserie binnen te schieten. Hierna ging het anderhalf jaar aanzienlijk minder. Aubameyang scoorde in 2020/21 tien keer, zijn laagste seizoenstotaal in tien jaar. Dit werd in de eerste helft van 2021/22 niet beter. Op 1 februari 2022 werd in samenspraak met Arsenal zijn contract ontbonden vanwege een mogelijke overstap naar FC Barcelona.

### FC Barcelona
Op 2 februari 2022 maakte FC Barcelona de komst van Aubameyang bekend. Hij tekende tot medio 2025 met een optie om medio 2023 het contract te ontbinden. De afkoopclausule bedroeg 100 miljoen. Zijn daadwerkelijke verblijf duurde zes maanden. Daarin maakte hij elf doelpunten in zeventien competitieronden. Drie daarvan maakte hij op 27 februari 2022, tijdens een met 4–0 gewonnen duel thuis tegen Athletic Bilbao. Aubameyang scoorde ook onder andere twee keer tegen Real Madrid en twee keer tegen Celta de Vigo. Prijzen leverde het Barcelona dat seizoen niet op. Toen de Spaanse club in juli 2022 Robert Lewandowski kocht, raakte Aubameyang zijn basisplaats kwijt.

### Chelsea
Aubameyang verruilde Barcelona begin september 2022 voor Chelsea, waar hij voor twee seizoenen tekende. Hier moest hij gaan concurreren met onder anderen Christian Pulisic, João Félix en Raheem Sterling. Hij werd nooit basisspeler bij de Engelse ploeg. Chelsea schreef hem in de tweede helft van het seizoen ook niet in voor de knock-outfase van de Champions League.

### Olympique de Marseille
Aubameyang verruilde Chelsea in juli 2023 transfervrij voor Olympique de Marseille, de nummer drie van Frankrijk in het voorgaande seizoen.

## Clubstatistieken
| Seizoen     | Club                | Competitie       | Competitie | Competitie | Competitie | Beker | Beker | Beker | Internationaal | Internationaal | Internationaal | Totaal | Totaal | Totaal |
| Seizoen     | Club                | Competitie       | Wed.       | Dlp.       | Ass.       | Wed.  | Dlp.  | Ass.  | Wed.           | Dlp.           | Ass.           | Wed.   | Dlp.   | Ass.   |
| ----------- | ------------------- | ---------------- | ---------- | ---------- | ---------- | ----- | ----- | ----- | -------------- | -------------- | -------------- | ------ | ------ | ------ |
| 2008/09     | AC Milan            | Serie A          | 0          | 0          | 0          | 0     | 0     | 0     | –              | –              | –              | 0      | 0      | 0      |
| Club Totaal | Club Totaal         | Club Totaal      | 0          | 0          | 0          | 0     | 0     | 0     | 0              | 0              | 0              | 0      | 0      | 0      |
| 2008/09     | → Dijon FCO         | Ligue 2          | 34         | 8          | 2          | 5     | 2     | 0     | –              | –              | –              | 39     | 10     | 2      |
| Club Totaal | Club Totaal         | Club Totaal      | 34         | 8          | 2          | 5     | 2     | 0     | 0              | 0              | 0              | 39     | 10     | 2      |
| 2009/10     | → LOSC Lille        | Ligue 1          | 14         | 2          | 0          | 1     | 0     | 0     | 9              | 0              | 2              | 24     | 2      | 2      |
| Club Totaal | Club Totaal         | Club Totaal      | 14         | 2          | 0          | 1     | 0     | 0     | 9              | 0              | 2              | 24     | 2      | 2      |
| 2010/11     | → AS Monaco         | Ligue 1          | 19         | 2          | 3          | 4     | 0     | 0     | –              | –              | –              | 23     | 2      | 3      |
| Club Totaal | Club Totaal         | Club Totaal      | 19         | 2          | 3          | 4     | 0     | 0     | 0              | 0              | 0              | 23     | 2      | 3      |
| 2010/11     | → Saint-Étienne     | Ligue 1          | 14         | 2          | 0          | 0     | 0     | 0     | –              | –              | –              | 14     | 2      | 0      |
| 2011/12     | → Saint-Étienne     | Ligue 1          | 36         | 16         | 10         | 2     | 2     | 0     | –              | –              | –              | 38     | 18     | 10     |
| 2012/13     | Saint-Étienne       | Ligue 1          | 37         | 19         | 10         | 8     | 2     | 1     | –              | –              | –              | 45     | 21     | 11     |
| Club Totaal | Club Totaal         | Club Totaal      | 87         | 37         | 20         | 10    | 4     | 1     | 0              | 0              | 0              | 97     | 41     | 21     |
| 2013/14     | Borussia Dortmund   | Bundesliga       | 32         | 13         | 4          | 7     | 2     | 1     | 9              | 1              | 0              | 48     | 16     | 5      |
| 2014/15     | Borussia Dortmund   | Bundesliga       | 33         | 16         | 7          | 5     | 6     | 2     | 8              | 3              | 2              | 46     | 25     | 11     |
| 2015/16     | Borussia Dortmund   | Bundesliga       | 31         | 25         | 6          | 4     | 3     | 3     | 14             | 11             | 2              | 49     | 39     | 11     |
| 2016/17     | Borussia Dortmund   | Bundesliga       | 32         | 31         | 2          | 5     | 2     | 2     | 9              | 7              | 1              | 46     | 40     | 5      |
| 2017/18     | Borussia Dortmund   | Bundesliga       | 16         | 13         | 4          | 2     | 4     | 0     | 6              | 4              | 0              | 24     | 21     | 4      |
| Club Totaal | Club Totaal         | Club Totaal      | 144        | 98         | 23         | 23    | 17    | 8     | 46             | 26             | 5              | 213    | 141    | 36     |
| 2017/18     | Arsenal             | Premier League   | 13         | 10         | 4          | 1     | 0     | 0     | –              | –              | –              | 14     | 10     | 4      |
| 2018/19     | Arsenal             | Premier League   | 36         | 22         | 5          | 3     | 1     | 0     | 12             | 8              | 3              | 51     | 31     | 8      |
| 2019/20     | Arsenal             | Premier League   | 36         | 22         | 3          | 2     | 4     | 0     | 6              | 3              | 0              | 44     | 29     | 3      |
| 2020/21     | Arsenal             | Premier League   | 29         | 10         | 3          | 2     | 2     | 0     | 8              | 3              | 1              | 39     | 15     | 4      |
| 2021/22     | Arsenal             | Premier League   | 14         | 4          | 1          | 1     | 3     | 1     | –              | –              | –              | 15     | 7      | 2      |
| Club Totaal | Club Totaal         | Club Totaal      | 128        | 68         | 16         | 9     | 10    | 1     | 26             | 14             | 4              | 163    | 92     | 21     |
| 2021/22     | FC Barcelona        | Primera División | 17         | 11         | 1          | 0     | 0     | 0     | 6              | 2              | 0              | 23     | 13     | 1      |
| 2022/23     | FC Barcelona        | Primera División | 1          | 0          | 0          | 0     | 0     | 0     | –              | –              | –              | 1      | 0      | 0      |
| Club Totaal | Club Totaal         | Club Totaal      | 18         | 11         | 1          | 0     | 0     | 0     | 6              | 2              | 0              | 24     | 13     | 1      |
| 2022/23     | Chelsea             | Premier League   | 15         | 1          | 0          | 0     | 0     | 0     | 6              | 2              | 1              | 21     | 3      | 1      |
| Club Totaal | Club Totaal         | Club Totaal      | 15         | 1          | 0          | 0     | 0     | 0     | 6              | 2              | 1              | 21     | 3      | 1      |
| 2023/24     | Olympique Marseille | Ligue 1          | 34         | 17         | 8          | 2     | 1     | 0     | 15             | 12             | 3              | 51     | 30     | 11     |
| Club Totaal | Club Totaal         | Club Totaal      | 34         | 17         | 8          | 2     | 1     | 0     | 15             | 12             | 3              | 51     | 30     | 11     |
| 2024/25     | Al-Qadisiyah        | Saudi Pro League | 25         | 11         | 2          | 3     | 3     | 0     | –              | –              | –              | 28     | 14     | 2      |
| Club Totaal | Club Totaal         | Club Totaal      | 25         | 11         | 2          | 3     | 3     | 0     | 0              | 0              | 0              | 28     | 14     | 2      |
| TOTAAL      | TOTAAL              | TOTAAL           | 518        | 255        | 75         | 57    | 37    | 10    | 108            | 56             | 15             | 683    | 348    | 100    |

*Bijgewerkt t/m 25 november 2024.

## Interlandcarrière
Aubameyang werd voor het eerst geselecteerd voor het Gabonees voetbalelftal op 25 maart 2009. Zijn vader speelde ook al voor het elftal van Gabon. Een maand eerder had hij nog gedebuteerd voor Jong Frankrijk in een vriendschappelijke wedstrijd tegen de leeftijdgenoten van Tunesië (1–1). Op 28 maart 2009 volgde echter zijn debuut voor Gabon in de WK-kwalificatiewedstrijd tegen Marokko. In de 34ste minuut maakte hij het eerste doelpunt (eindstand 1–2 winst).
In juni 2012 nam hij met Gabon deel aan de Olympische Spelen in Londen. In de eerste groepswedstrijd tegen Zwitserland (1–1) maakte 'Auba' het eerste en voorlopig enige Olympische doelpunt voor Gabon ooit. De ploeg kwam nadien niet meer tot scoren en werd uitgeschakeld in de groepsfase van het olympisch voetbaltoernooi.
Gedurende het Afrikaans kampioenschap 2015 was Aubameyang de aanvoerder van Gabon en maakte hij in de eerste groepswedstrijd tegen Burkina Faso de openingstreffer (0–2 winst). Met zijn land kwam hij niet verder dan de groepsfase. Twee jaar later, toen Gabon gastheer was van het toernooi om de Africa Cup, herhaalde dat scenario zich. Onder leiding van de Spaanse bondscoach José Antonio Camacho strandde de ploeg in de groepsfase na drie gelijke spelen, tegen achtereenvolgens Guinee-Bissau (1-1), Burkina Faso (1-1) en Kameroen (0-0). Aubameyang nam beide treffers voor zijn rekening in de voorronde.
Op 19 mei 2022 kondigde Patrick-Emerick Aubameyang officieel zijn internationale pensionering aan na 73 interlands en 30 doelpunten.

## Privé
Aubameyang is de zoon van voormalig Gabonees international voetballer Pierre Aubameyang en jongere halfbroer van Catilina en Willy, die beiden in de jeugd van AC Milan hebben gespeeld. Zijn moeder is Spaans en heeft roots in El Barraco. Aubameyang is getrouwd met Alysha Behague. Het echtpaar heeft twee zonen. Aubameyang spreekt Frans, Engels, Spaans, Italiaans en Duits.

## Erelijst
| Competitie          |                  |                  |                  |                  |
| Competitie          | Aantal           | Jaren            |                  |                  |
| AS Saint-Étienne    | AS Saint-Étienne | AS Saint-Étienne | AS Saint-Étienne | AS Saint-Étienne |
| ------------------- | ---------------- | ---------------- | ---------------- | ---------------- |
| Coupe de la Ligue   | 1x               | 2012/13          |                  |                  |
| Borussia Dortmund   |                  |                  |                  |                  |
| DFB-Pokal           | 1x               | 2016/17          |                  |                  |
| DFL-Supercup        | 2x               | 2013, 2014       |                  |                  |
| Arsenal             |                  |                  |                  |                  |
| FA Cup              | 1x               | 2019/20          |                  |                  |
| FA Community Shield | 1x               | 2020             |                  |                  |
| Barcelona           |                  |                  |                  |                  |
| Primera División    | 1x               | 2022/23          |                  |                  |

| Individueel                       |    |      |
| Afrikaans voetballer van het jaar | 1x | 2015 |
| Bundesliga Topscorer              | 1x | 2017 |
| Premier League Golden Boot        | 1x | 2019 |
| UEFA Europa League Topscorer      | 1x | 2024 |